# Julio Wieczerski Durski

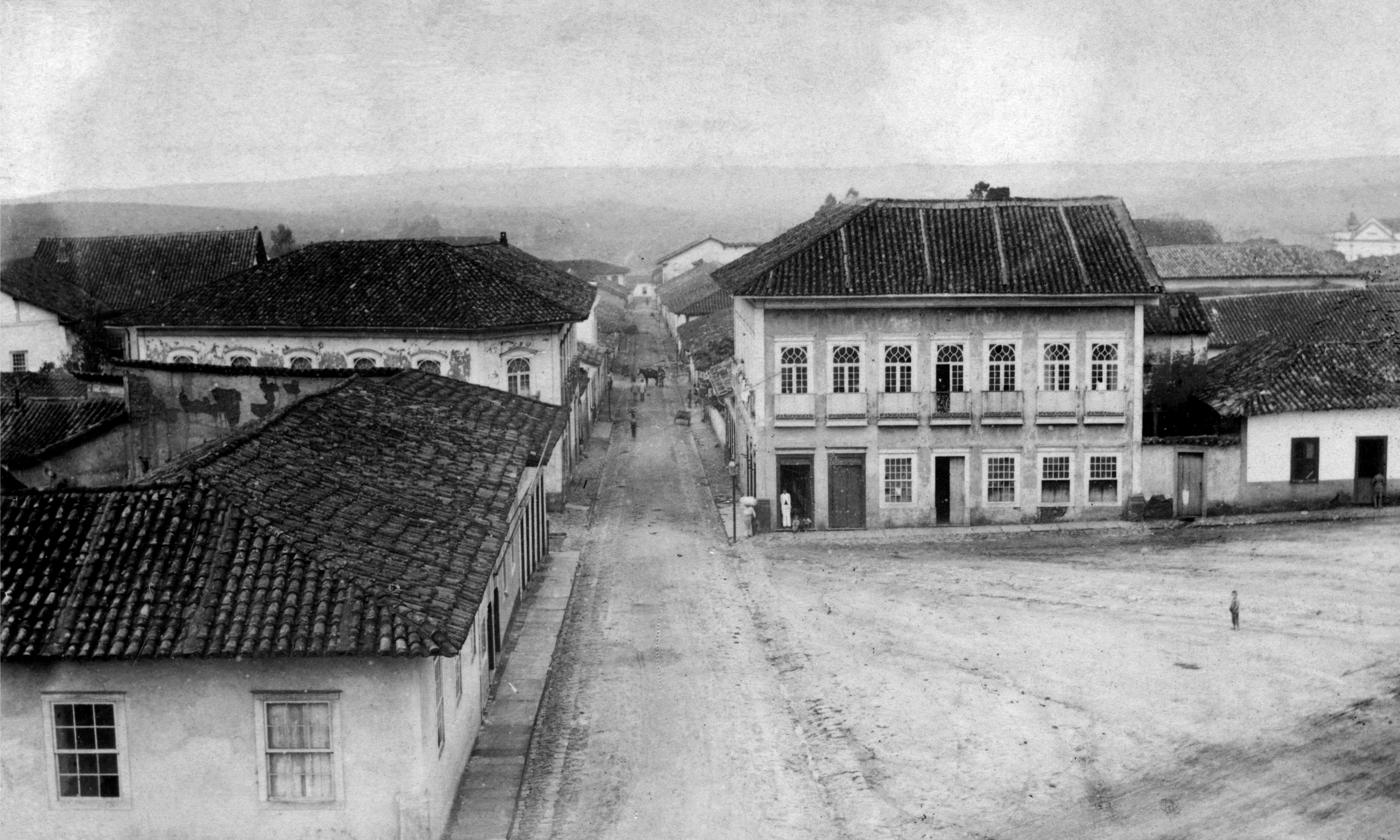
Rua direita da Matriz

Julio Wieczerski Durski (Winnogóra, Polônia, 1851 — Sorocaba, 22 de novembro de 1893) é considerado um dos mais importantes fotógrafos brasileiros da segunda metade do século XIX.
Nascido em Winnogóra, Polônia, Júlio Dursky vem para o Brasil aos doze anos de idade, acompanhado pelos pais, Prof. Jerônimo Durski e a Sra. Pelágia Wieczerska Durska, estabelecendo-se na então Província do Paraná. Em 1875, transfere-se com os pais para Sorocaba. No ano seguinte, casa-se com Virgilina Soares Chagas.

## Trajetória profissional
Exerce a profissão de fotógrafo na cidade de São Paulo em 1876, com ateliê estabelecido à Rua do Ouvidor, através da sociedade “Photographia Allemã”.
Executa trabalhos em Sorocaba a partir de 1878, em parceria com o sócio Leuthold. Em 1879, fotografa a Real Fábrica de Ferro de São João do Ipanema. As fotografias foram apresentadas na Exposição de História do Brasil, da Biblioteca Nacional, em 1881, ano em que se estabelece em Sorocaba com ateliê próprio: a “Photographia de Julio W. Durski”.
Entre 1880 e 1885, registrou um conjunto de retratos das vistas da cidade de Sorocaba. Registra, em 1884, uma série de fotografias sobre a construção da Estrada de Ferro Sorocabana, trabalho este premiado com o diploma de mérito na 1ª Exposição Provincial de São Paulo, realizada em 1885. Em 1886 foi convidado a fotografar Pedro II do Brasil, durante visita as obras de expansão da Sorocabana em Laranjal Paulista e Tietê.
Fundou, em 1889, a Casa Durski, uma tipografia modelo, como as da Capital da Província, tendo, como grande aliado na empreitada, o capital do Sr. Francisco de Souza Pereira.
Julio W. Durski faleceu, em Sorocaba, aos 22 de novembro de 1893, legando às gerações seguintes um patrimônio de valor histórico e artístico inestimáveis.